# Datsun

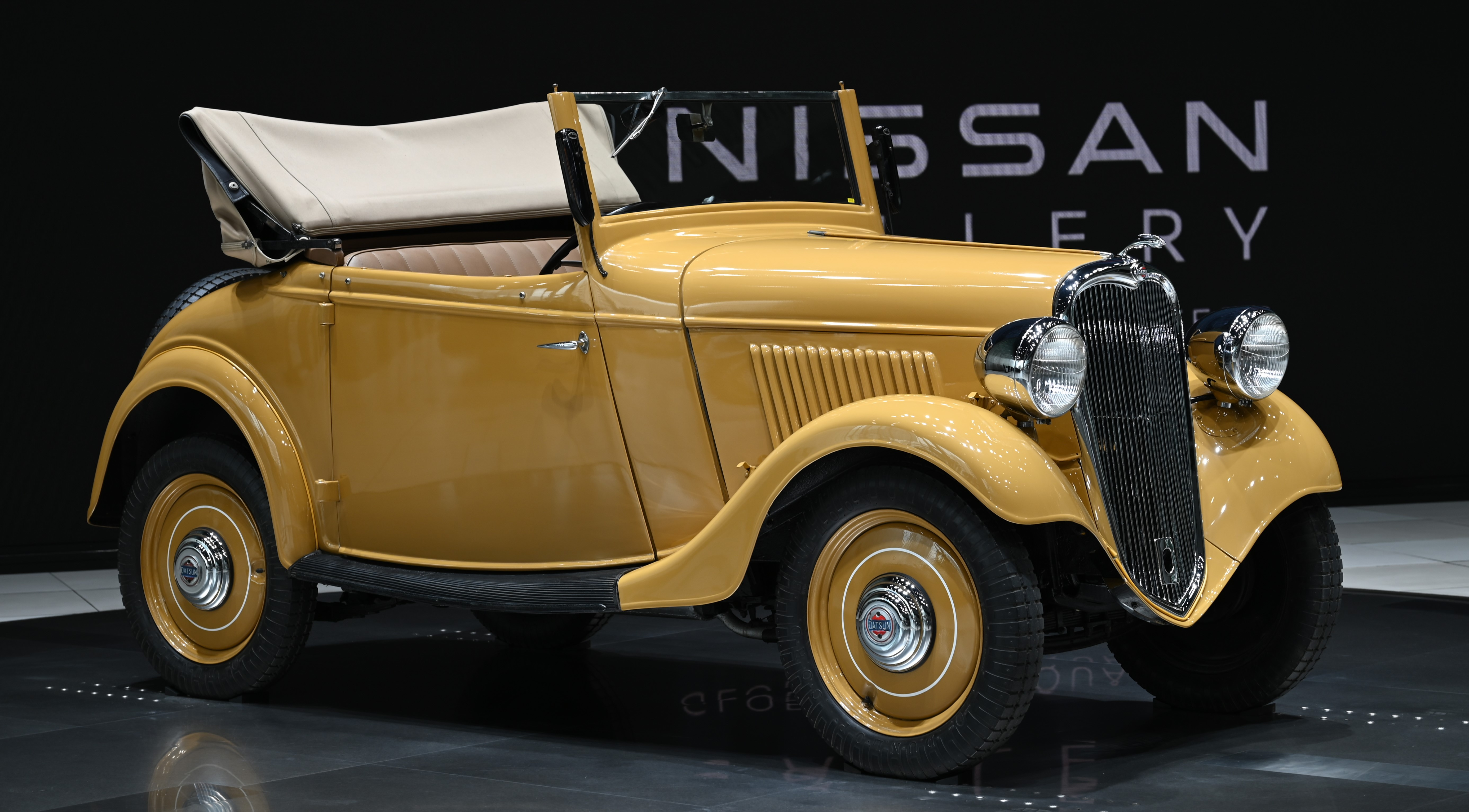
Datsun Model 14

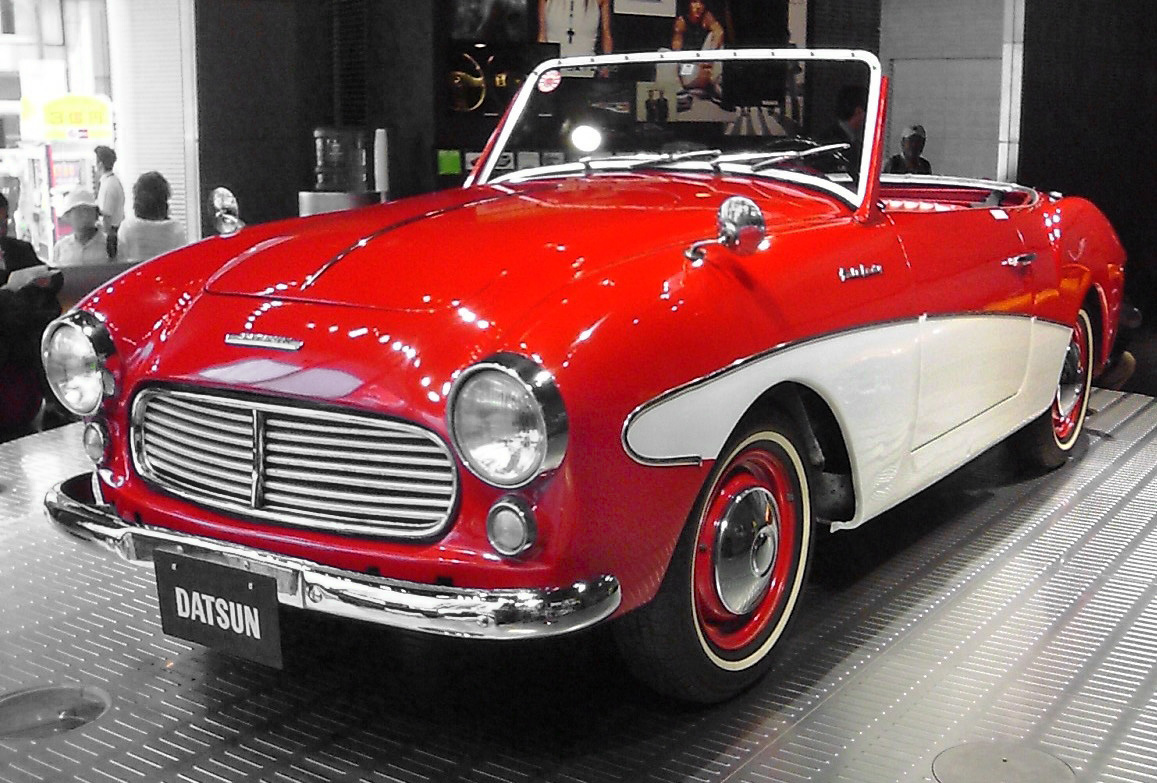
Datsun Sports SPL212

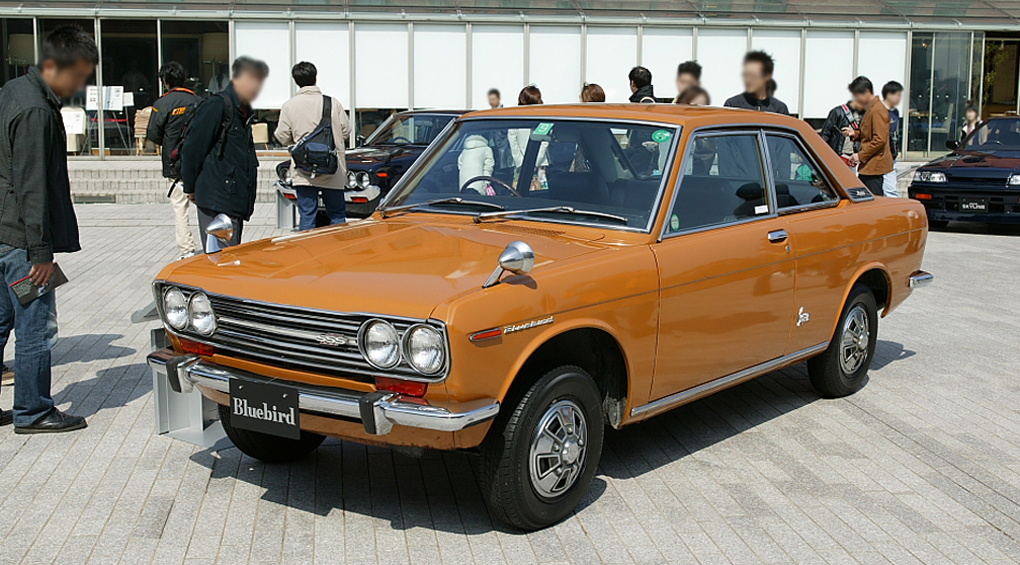
Datsun Bluebird 510

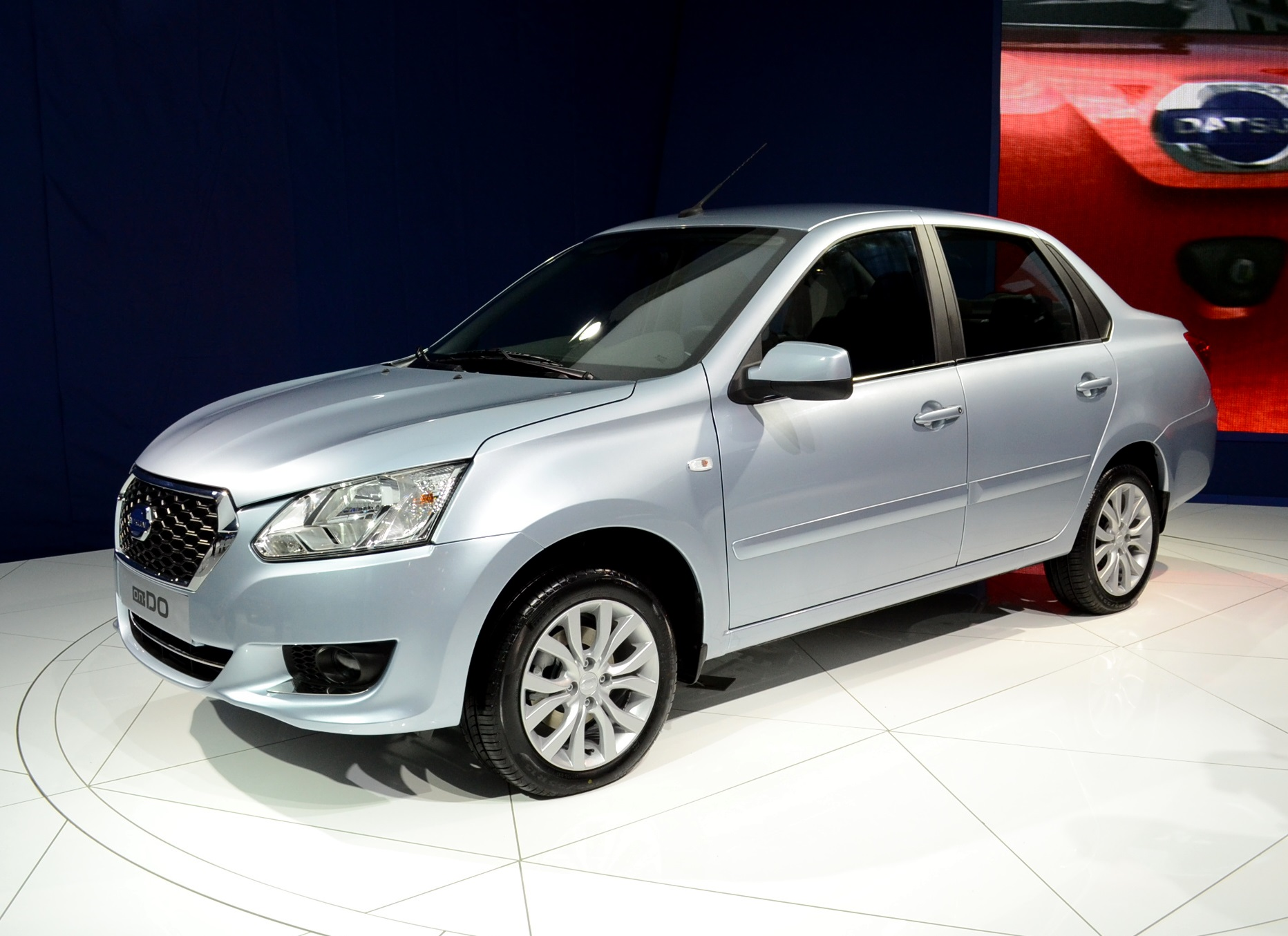
Datsun on-Do, baserad på Lada Granta.

Datsun (jp. ダットサン) är ett bilmärke som tillverkades av den japanska biltillverkaren Nissan Motor Co. Ltd mellan 1932 och 1983. 
I mars 2012 meddelade VD:n för Nissan Motor Co. Ltd, Carlos Ghosn, att varumärket under 2014 återlanseras på marknaderna i  Indien, Ryssland och Indonesien.

## Historik
Historien om Datsun börjar 1912 när Kaishinsha Motorcar Works i Tokyo byggde en första prototyp till en personbil. Kaishinsha tillverkade även tyngre fordon. Företaget bytte namn 1925 till DAT Motorcar Co. efter sina finansiärer Kenjiro Den, Rokuro Aoyama och Meitaro Takeuchi. 1926 gick DAT samman med Jitsuyo Jidosha Co., Ltd. och verksamheten flyttade till Jitsuyos anläggning i Osaka. I samband med detta lades tillverkningen av personbilar ned. 1931 presenterades en prototyp till en småbil baserad på Austin 7. Bilen kallades Datson, som betyder DAT:s son, men namnet ändrades snart till Datsun.
Året därpå köptes DAT upp av industrikoncernen Nissan som flyttade biltillverkningen till Yokohama under namnet Nissan Motor Co. Ltd. Företagets mindre modeller kallades Datsun medan de större bilarna såldes under namnet Nissan. När företaget i slutet av 1950-talet började exportera sina produkter användes namnet Datsun på alla personbilar utanför Japan medan namnet Nissan reserverades för tyngre fordon.
I början av 1980-talet beslutade Nissan Motors att lägga ned märket Datsun och döpa om alla bilmodeller till Nissan.
De nya Datsun-modellerna On-Do och Mi-Do som introducerades på vissa marknader under 2010-talet baseras på Lada-modeller.

## Datsunmodeller
- Datsun Model 11 (1932-40)
- Datsun DA (1947-54)
- Datsun 110 (1955-59)
- Datsun Bluebird (1959-83)
- Datsun Sports (1959-62)
- Datsun Fairlady (1962-70)
- Datsun Sunny (1965-83)